# Malaya trichorostris
Malaya trichorostris är en tvåvingeart som först beskrevs av Theobald 1909.  Malaya trichorostris ingår i släktet Malaya och familjen stickmyggor. Inga underarter finns listade i Catalogue of Life.